# Гольба Володимир Федорович
Володимир Федорович Гольба (нар. 14 серпня 1925, Актюбінськ) — український художник; член Харківської організації Спілки радянських художників України з 1968 року.

## Біографія
Народився 14 серпня 1925 року в місті Актюбінську (нині Актобе, Казахстан). Брав участь у німецько-радянській війні. Упродовж 1947—1952 років навчався в Казанському художньому училищі у Віктора Куделькіна, Харіса Якупова; у 1953—1959 роках — у Харківському художньому інституті у Григорія Бондаренка, Василя Мироненка. Дипломна робота — ілюстрації до роману «Брати Єршови» Всеволода Кочетова.
Протягом 1962—1965 років працював художнім редактором у харківському видидавництві «Прапор»; у 1979—1987 роках викладав у Харківському художньому училищі. Жив у Харкові в будинку на проспекті Героїв Сталінграда, № 1/3, квартира № 54.

## Творчість
Працював у галузі плаката, станкової, книжкової і промислової графіки, станкового живопису, декоративного мистецтва. Автор реалістичних пейзажів, натюрмортів, портретів. Серед робіт:
плакати
- «Україна співає» (1957);
- «Молодість» (1965);

ліногравюри
- серія «Народні балади Закарпаття» (1966, співавтор Олександр Губарев);
- «Червона кавалерія» (1967, співавтор Микола Камінной);
- «Побачення» (1967, співавтор Микола Камінной);
- «Кохання» (1968, співавтор Микола Камінной);
- «Гей шуміли трави» (1968, співавтор Микола Камінной);
- «Йшов загін берегом» (1968, співавтор Микола Камінной);
- «Проводжали гармоніста в інститут» (1968);
- «Комсомольці 1920 року» (1969);
- серія «Улюблені пісні Ілліча» (1970, співавтор Микола Камінной);

інше
- декоративно-керамічна таріль «Каховка-Каховка» (1967);
- «Останній кошовий Петро Калнишевський» (1975);
- «Зустрілися !!! (Донька)» (1985);
- «Відродження» (1988);
- «Храм Трьох Святителів (Гольберівська церква)» (1996, полотно, олія);
- серія «Храми Харківської єпархії» (1999);
- триптих «Явлення» — «Озерянська ікона Божої Матері» (1999);
- цикл портретів «Видатні релігійні діячі України» (1999—2000):
  - «Парадний портрет митрополита Харківського і Богодухівського Никодима» (2000);
- «Остання проповідь святомученика Олександра» (2001);
- «Гвардії єфрейтор Великої Вітчизняної війни художник Степан Іларіонович Письменний» (2003, полотно, олія).

Ілюстував і оформив низку книг для Харківського книжкового видавництва, зокрема: «Втікачі» Василя Матвєєва-Сибіряка (1961), «Партизанська люлька» Й. І. Фельдмана (1969).
Брав участь у республіканських виставках з 1967 року, всесоюзних — з 1957 року. Персональні виставки відбулися у Харкові у 1985, 1989, 1992, 1998, 2005 роках, Києві у 2000 році.
Твори зберігаються у Харківському, Дніпровському, Запорізькому, Херсонському художніх музеях.